# Керрі Інґрам
Керрі Інґрам (англ. Kerry Ingram; нар. 26 травня 1999, Слау, Беркшир, Велика Британія) — британська акторка, лауреатка Премії Лоуренса Олів'є, знана виконанням ролі Ширен Баратеон у серіалі «Гра престолів».

## Життєпис
Керрі Інґрам народилася в Слау, Беркшир, Велика Британія. Навчалася в Чартерській школі та Hurst Lodge School, Аскет. Крім того, дівчинка відвідувала театральну школу в Мейденгеді.
Артистка має генетичну хворобу кісток.

## Кар'єра
На початку акторської кар'єри Керрі виконала кілька ролей у фільмах, але в титрах дівчинку не зазначили. Крім того, вона виконувала роль дитини в мюзиклі «Олівер!». Театральна робота юної акторки в постановці "Матильда "принесла їй першу престижну нагороду Лоуренса Олів'є, коли їй було всього 12.
У 2013—2015 Керрі виконувала роль Ширен Баратеон у серіалі «Гра престолів» — доньки Станніса Баратеона (Стівен Діллейн), яка вижила після смертельної хвороби, але шкіра обличчя дівчини була скам'янілою. У доробку акторки кілька епізодичних ролей в серіалах «Лікарі», «Вовча зала», «Нашестя варварів».

## Фільмографія
| Рік       |   | Українська назва   | Оригінальна назва | Роль                                        |
| --------- | - | ------------------ | ----------------- | ------------------------------------------- |
| 2010      | ф | Робін Гуд          | Robin Hood        | дитина                                      |
| 2010      | ф | Ноги-руки за любов | Burke and Hare    | дитина                                      |
| 2012      | ф | Знедолені          | Les Misérables    | дівчина                                     |
| 2013      | с | Доктор Хто         | Doctor Who        | королева року (Епізод: "Rings of Akhaten")  |
| 2013—2015 | с | Гра престолів      | Game of Thrones   | Ширен Баратеон (10 серій)                   |
| 2014—2016 | с | Лікарі             | Doctors           | Ганна Девлін/Лоїс Врен (4 серій)            |
| 2015      | с | Вовча зала         | Wolf Hall         | Еліс Вільямсон (Епізод: "Entirely Beloved") |
| 2016      | с | Нашестя варварів   | Barbarians Rising | Гільда (Епізод: "Boudica")                  |
| 2017—2019 | с | Свобода дій        | Free Rein         | Беккі (32 серії)                            |